# 2016년 3월 이스탄불 폭탄 테러
2016년 3월 19일 현지 시간 10시 55분 경에 터키의 이스탄불 베이욜루 탁심 광장 근처 이스티클랄 거리에서 폭탄 테러가 발생했다. 이 테러로 이스탄불 용의자를 포함하여 5명이 사망하고 36여명이 부상당했다. 다친사람 중 12명은 외국인 관광객이었다. 사망한 사람 중 2명은 미국과 이스라엘 국적을 가진 외국인이었다. 3월 22일 터키 내무부는 다에쉬가 테러와 관련이 있다고 발표했다.

## 테러
테러는 터키 이스탄불의 이스티클랄 거리에서 일어났다. 이스티클랄 거리는 이스탄불의 다운타운으로 유명한 관광지이기도 하다. 다행히, 테러가 발생했을 때는 평소보다 보행자가 많지는 않았었다. 폭발이 일어난 장소는 경찰 버스가 주차되어 있던 곳에서 백 여 미터 떨어져 있었다.

## 같이 보기
- 2015년 수루츠 폭탄 테러
- 2016년 이스탄불 폭탄 테러
- 2016년 3월 앙카라 폭탄 테러
- 2016년 브뤼셀 폭탄 테러